# Schaatsen op de Olympische Winterspelen 1976
Schaatsen is een van de sporten die beoefend werden tijdens de Olympische Winterspelen 1976 in Innsbruck, Oostenrijk. De schaatswedstrijden werden gehouden in het Olympia Eisstadion Innsbruck.

## Heren

### 500 m
| Rang   | Sporter(s)       | Land | Tijd  | Verschil |
| ------ | ---------------- | ---- | ----- | -------- |
| Goud   | Jevgeni Koelikov | URS  | 39,17 | OR       |
| Zilver | Valeri Moeratov  | URS  | 39,25 | + 0,08   |
| Brons  | Dan Immerfall    | USA  | 39,54 | + 0,37   |
| 4      | Mats Wallberg    | SWE  | 39,56 | + 0,39   |
| 5      | Peter Mueller    | USA  | 39,57 | + 0,40   |
| 6      | Arnulf Sunde     | NOR  | 39,78 | + 0,61   |
| 6      | Jan Bazen        | NED  | 39,78 | + 0,61   |
| 8      | Andrei Malikov   | URS  | 39,85 | + 0,68   |
|        |                  |      |       |          |
| 19     | Hans van Helden  | NED  | 40,91 | + 1,74   |
|        | Klaas Vriend     | NED  | DNS   |          |

### 1000 m
| Rang   | Sporter(s)         | Land | Tijd    | Verschil |
| ------ | ------------------ | ---- | ------- | -------- |
| Goud   | Peter Mueller      | USA  | 1:19,32 | OR       |
| Zilver | Jørn Didriksen     | NOR  | 1:20,45 | + 1,13   |
| Brons  | Valeri Moeratov    | URS  | 1:20,57 | + 1,25   |
| 4      | Aleksandr Safronov | URS  | 1:20,84 | + 1,52   |
| 5      | Hans van Helden    | NED  | 1:20,85 | + 1,53   |
| 6      | Gaétan Boucher     | CAN  | 1:21,23 | + 1,91   |
| 7      | Mats Wallberg      | SWE  | 1:21,27 | + 1,95   |
| 8      | Pertti Niittylä    | FIN  | 1:21,43 | + 2,11   |
|        |                    |      |         |          |
| 18     | Piet Kleine        | NED  | 1:23,00 | + 3,68   |
|        | Jan Bazen          | NED  | DNS     |          |

### 1500 m
| Rang   | Sporter(s)           | Land | Tijd    | Verschil |
| ------ | -------------------- | ---- | ------- | -------- |
| Goud   | Jan Egil Storholt    | NOR  | 1:59,38 | OR       |
| Zilver | Juri Kondakov        | URS  | 1:59,97 | + 0,59   |
| Brons  | Hans van Helden      | NED  | 2:00,87 | + 1,49   |
| 4      | Sergei Ryabev        | URS  | 2:02,15 | + 2,77   |
| 5      | Dan Carroll          | USA  | 2:02,26 | + 2,88   |
| 6      | Piet Kleine          | NED  | 2:02,28 | + 2,90   |
| 7      | Eric Heiden          | USA  | 2:02,40 | + 3,02   |
| 8      | Colin Coates         | AUS  | 2:03,34 | + 3,96   |
|        |                      |      |         |          |
| 28     | Gilbert van Eesbeeck | BEL  | 2:12,74 | + 13,36  |
|        | Klaas Vriend         | NED  | DNS     |          |

### 5000 m
| Rang   | Sporter(s)           | Land | Tijd    | Verschil  |
| ------ | -------------------- | ---- | ------- | --------- |
| Goud   | Sten Stensen         | NOR  | 7:24,48 |           |
| Zilver | Piet Kleine          | NED  | 7:26,47 | + 1,99    |
| Brons  | Hans van Helden      | NED  | 7:26,54 | + 2,06    |
| 4      | Viktor Varlamov      | URS  | 7:30,97 | + 6,49    |
| 5      | Klaus Wunderlich     | GDR  | 7:33,82 | + 9,34    |
| 6      | Dan Carroll          | USA  | 7:36,46 | + 11,98   |
| 7      | Vladimir Ivanov      | URS  | 7:37,73 | + 13,25   |
| 8      | Örjan Sandler        | SWE  | 7:39,69 | + 15,21   |
|        |                      |      |         |           |
| 30     | Gilbert van Eesbeeck | BEL  | 8:29,78 | + 1:05,30 |
|        | Jan Derksen          | NED  | DNS     |           |

### 10.000 m
| Rang   | Sporter(s)      | Land | Tijd     | Verschil |
| ------ | --------------- | ---- | -------- | -------- |
| Goud   | Piet Kleine     | NED  | 14:50,59 | OR       |
| Zilver | Sten Stensen    | NOR  | 14:53,30 | + 2,71   |
| Brons  | Hans van Helden | NED  | 15:02,02 | + 11,43  |
| 4      | Viktor Varlamov | URS  | 15:06,06 | + 15,47  |
| 5      | Örjan Sandler   | SWE  | 15:16,21 | + 25,62  |
| 6      | Colin Coates    | AUS  | 15:16,80 | + 26,21  |
| 7      | Dan Carroll     | USA  | 15:19,29 | + 28,70  |
| 8      | Franz Krienbühl | SUI  | 15:36,43 | + 45,84  |
|        | Klaas Vriend    | NED  | DNS      |          |

## Dames

### 500 m
| Rang   | Sporter(s)           | Land | Tijd  | Verschil |
| ------ | -------------------- | ---- | ----- | -------- |
| Goud   | Sheila Young         | USA  | 42,76 | OR       |
| Zilver | Cathy Priestner      | CAN  | 43,12 | + 0,36   |
| Brons  | Tatjana Averina      | URS  | 43,17 | + 0,41   |
| 4      | Leah Poulos          | USA  | 43,21 | + 0,45   |
| 5      | Vera Krasnova        | URS  | 43,23 | + 0,47   |
| 6      | Ljubov Sadtsjikova   | URS  | 43,80 | + 1,04   |
| 7      | Makiko Nagaya        | JPN  | 43,88 | + 1,12   |
| 8      | Paula Halonen        | FIN  | 43,99 | + 1,23   |
|        |                      |      |       |          |
| 19     | Christa Jaarsma      | NED  | 45,45 | + 2,69   |
| 23     | Annie Borckink       | NED  | 46,00 | + 3,24   |
| 24     | Sijtje van der Lende | NED  | 46,06 | + 3,30   |
| 27     | Linda Rombouts       | BEL  | 48,31 | + 5,55   |

### 1000 m
| Rang   | Sporter(s)           | Land | Tijd    | Verschil |
| ------ | -------------------- | ---- | ------- | -------- |
| Goud   | Tatjana Averina      | URS  | 1:28,43 | OR       |
| Zilver | Leah Poulos          | USA  | 1:28,57 | + 0,14   |
| Brons  | Sheila Young         | USA  | 1:29,14 | + 0,71   |
| 4      | Sylvia Burka         | CAN  | 1:29,47 | + 1,04   |
| 5      | Monika Holzner       | FRG  | 1:29,54 | + 1,11   |
| 6      | Cathy Priestner      | CAN  | 1:29,66 | + 1,23   |
| 7      | Ljoedmila Titova     | URS  | 1:30,06 | + 1,63   |
| 8      | Heike Lange          | GDR  | 1:30,55 | + 2,12   |
|        |                      |      |         |          |
| 11     | Sijtje van der Lende | NED  | 1:31,66 | + 3,23   |
| 16     | Annie Borckink       | NED  | 1:32,50 | + 4,07   |
| 23     | Christa Jaarsma      | NED  | 1:34,63 | + 6,20   |
|        | Linda Rombouts       | BEL  | DNS     |          |

### 1500 m
| Rang   | Sporter(s)           | Land | Tijd    | Verschil |
| ------ | -------------------- | ---- | ------- | -------- |
| Goud   | Galina Stepanskaja   | URS  | 2:16,58 | OR       |
| Zilver | Sheila Young         | USA  | 2:17,06 | + 0,48   |
| Brons  | Tatjana Averina      | URS  | 2:17,96 | + 1,38   |
| 4      | Lisbeth Korsmo       | NOR  | 2:18,99 | + 2,41   |
| 5      | Karin Kessow         | GDR  | 2:19,05 | + 2,47   |
| 6      | Leah Poulos          | USA  | 2:19,11 | + 2,53   |
| 7      | Ines Bautzmann       | GDR  | 2:19,63 | + 3,05   |
| 8      | Erwina Rys           | POL  | 2:19,69 | + 3,11   |
|        |                      |      |         |          |
| 12     | Annie Borckink       | NED  | 2:22,06 | + 5,48   |
| 13     | Sijtje van der Lende | NED  | 2:22,10 | + 5,52   |
| 16     | Christa Jaarsma      | NED  | 2:23,98 | + 7,40   |
| 26     | Linda Rombouts       | BEL  | 2:32,96 | + 16,38  |

### 3000 m
| Rang   | Sporter(s)           | Land | Tijd    | Verschil |
| ------ | -------------------- | ---- | ------- | -------- |
| Goud   | Tatjana Averina      | URS  | 4:45,19 | OR       |
| Zilver | Andrea Mitscherlich  | GDR  | 4:45,23 | + 0,04   |
| Brons  | Lisbeth Korsmo       | NOR  | 4:45,24 | + 0,05   |
| 4      | Karin Kessow         | GDR  | 4:45,60 | + 0,41   |
| 5      | Ines Bautzmann       | GDR  | 4:46,67 | + 1,48   |
| 6      | Sylvia Filipsson     | SWE  | 4:48,15 | + 2,96   |
| 7      | Nancy Swider         | USA  | 4:48,46 | + 3,27   |
| 8      | Sylvia Burka         | CAN  | 4:49,04 | + 3,86   |
|        |                      |      |         |          |
| 9      | Sijtje van der Lende | NED  | 4:50,86 | + 5,67   |
| 15     | Annie Borckink       | NED  | 4:56,75 | + 11,56  |
| 20     | Christa Jaarsma      | NED  | 5:00,08 | + 14,89  |
| 26     | Linda Rombouts       | BEL  | 5:10,35 | + 25,16  |

## Medaillespiegel
| Plaats | Land             | NOC    | Goud | Zilver | Brons | Totaal |
| ------ | ---------------- | ------ | ---- | ------ | ----- | ------ |
| 1      | Sovjet-Unie      | URS    | 4    | 2      | 3     | 9      |
| 2      | Verenigde Staten | USA    | 2    | 2      | 2     | 6      |
| 3      | Noorwegen        | NOR    | 2    | 2      | 1     | 5      |
| 4      | Nederland        | NED    | 1    | 1      | 3     | 5      |
| 5      | Canada           | CAN    | 0    | 1      | 0     | 1      |
| 5      | DDR              | GDR    | 0    | 1      | 0     | 1      |
| Totaal | Totaal           | Totaal | 9    | 9      | 9     | 27     |

Chamonix 1924 · 
St. Moritz 1928 · 
Lake Placid 1932 · 
Garmisch-Partenkirchen 1936 · 
St. Moritz 1948 · 
Oslo 1952 · 
Cortina d'Ampezzo 1956 · 
Squaw Valley 1960 · 
Innsbruck 1964 · 
Grenoble 1968 · 
Sapporo 1972 · 
Innsbruck 1976 · 
Lake Placid 1980 · 
Sarajevo 1984 · 
Calgary 1988 · 
Albertville 1992 · 
Lillehammer 1994 · 
Nagano 1998 · 
Salt Lake City 2002 · 
Turijn 2006 · 
Vancouver 2010 · 
Sotsji 2014 · 
Pyeongchang 2018 · 
Peking 2022
Lijst van olympische medaillewinnaars
Alpineskiën · Biatlon · Bobsleeën · Kunstrijden · Langlaufen · Noordse combinatie · Rodelen · Schaatsen · Schansspringen · IJshockey